# Carl Harbert

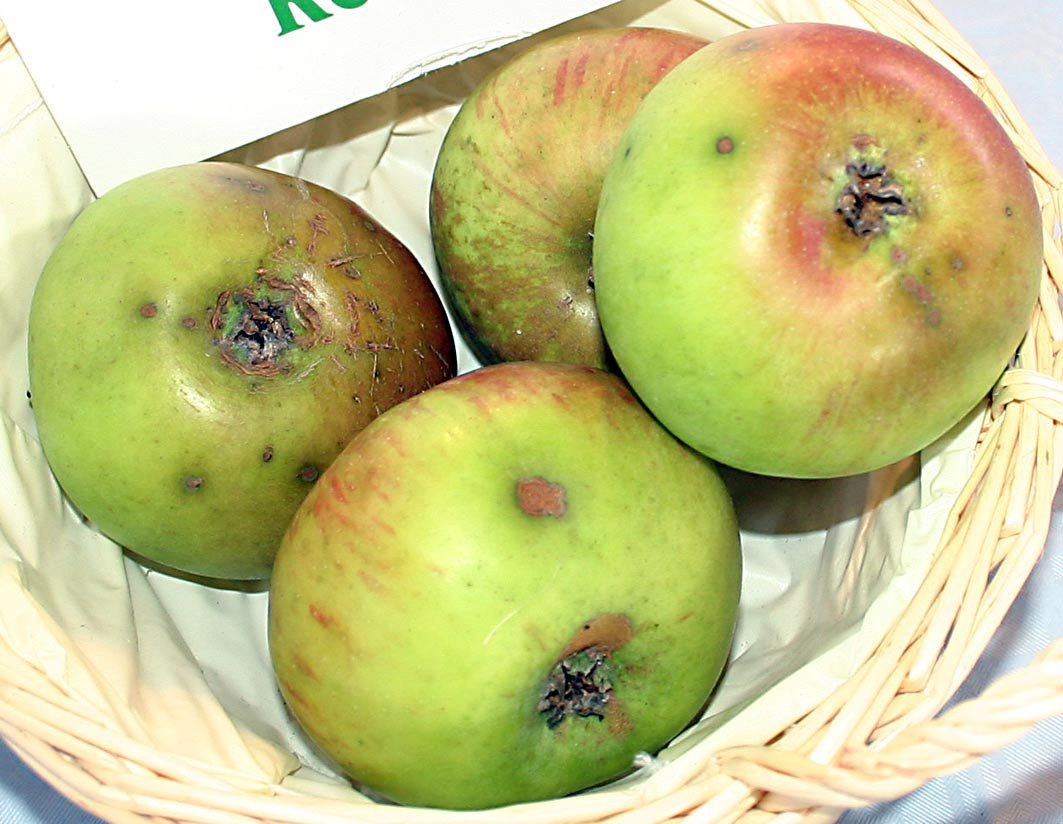
Harberts Renette

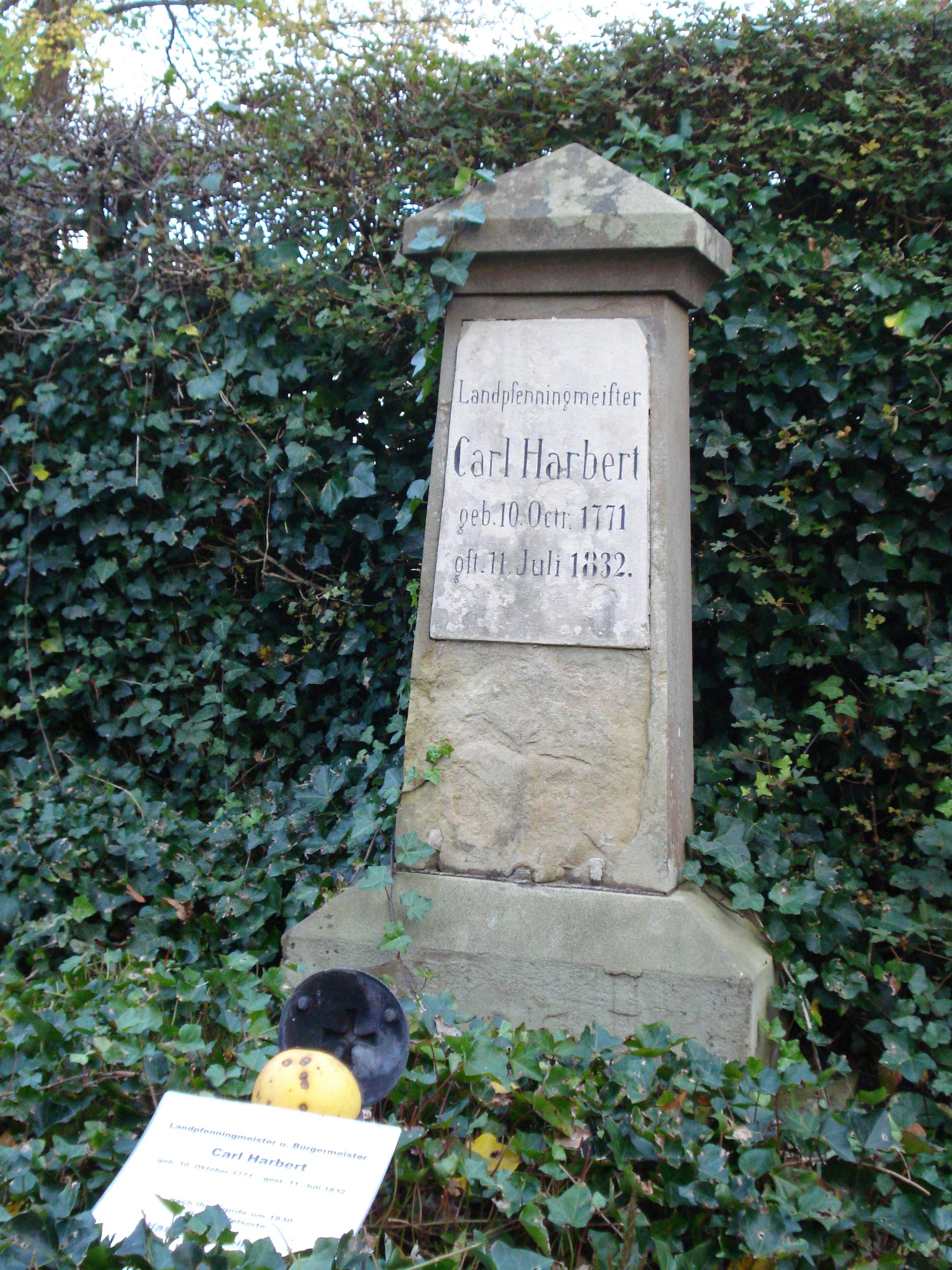
Grabstätte Harbert

Carl Ludwig Anton Maria Harbert (* 10. Oktober 1771 in Arnsberg; † 11. Juli 1832 ebenda) war hoher Beamter im Dienste verschiedener Landesherren sowie Bürgermeister der Stadt Arnsberg. Außerdem trat er als Pomologe hervor.

## Leben
Harbert war von 1795 bis 1816 Landpfennigmeister im Herzogtum Westfalen. Damit war er der oberste Verantwortliche für Steuern und Abgaben im Herzogtum im Dienste der Landstände. Bis zur Säkularisation stand er außerdem im Rang eines Hofrates im Dienst Kurkölns und nach 1802 im Dienst Hessen-Darmstadts. Außerdem war Harbert zwischen 1796 und 1798 Arnsberger Bürgermeister. Nach dem Übergang des Herzogtums an Preußen war Harbert in den Jahren 1816 und 1817 Rendant der Institutenkanzlei. Er war Eigentümer des Landpfennigmeisterhauses. 
Neben seinem Beruf war er auch Pomologe. Er fand um 1830 die nach ihm benannte Apfelsorte Harberts Renette, die auch Klosterapfel genannt wird und noch heute in Deutschland weit verbreitet ist. Im 19. Jahrhundert wurde seine Züchtung vielfach zur Anpflanzung empfohlen. Vor allem in Sachsen, Thüringen und in Süddeutschland war die Sorte weit verbreitet. 
Begraben ist Harbert auf dem Eichholzfriedhof in Arnsberg. Es ist Sitte, dass an jedem Allerheiligentag einige Äpfel auf das Grab gelegt werden.
Auf Initiative des Gärtnermeisters Karl Föster  wurde 1993 im Garten des ehemaligen Landpfennigmeisterhauses in der Hallenstraße ein Baum mit Harberts Renette neu angepflanzt.